# Cantón de Villefranche-de-Lonchat
El cantón de Villefranche-de-Lonchat era una división administrativa francesa, que estaba situada en el departamento de Dordoña y la región de Aquitania.

## Composición
El cantón estaba formado por nueve comunas:
- Carsac-de-Gurson
- Minzac
- Montpeyroux
- Moulin-Neuf
- Saint-Géraud-de-Corps
- Saint-Martin-de-Gurson
- Saint-Méard-de-Gurçon
- Saint-Rémy
- Villefranche-de-Lonchat

## Supresión del cantón de Villefranche-de-Lonchat
En aplicación del Decreto nº 2014-218 de 21 de febrero de 2014, el cantón de Villefranche-de-Lonchat fue suprimido el 22 de marzo de 2015 y sus 9 comunas pasaron a formar parte; ocho del nuevo cantón de País de Montaña y Gurson y una del nuevo cantón de Montpon-Ménésterol.